# Вотранс (футбольний клуб)
Футбольний клуб «Вотранс» — український аматорський футбольний клуб з Луцька, заснований у 2006 році. Виступає у Чемпіонаті та Кубку Волинської області. Домашні матчі приймає на стадіоні «Вотранс-Арена» в селі Підгайці.

## Досягнення

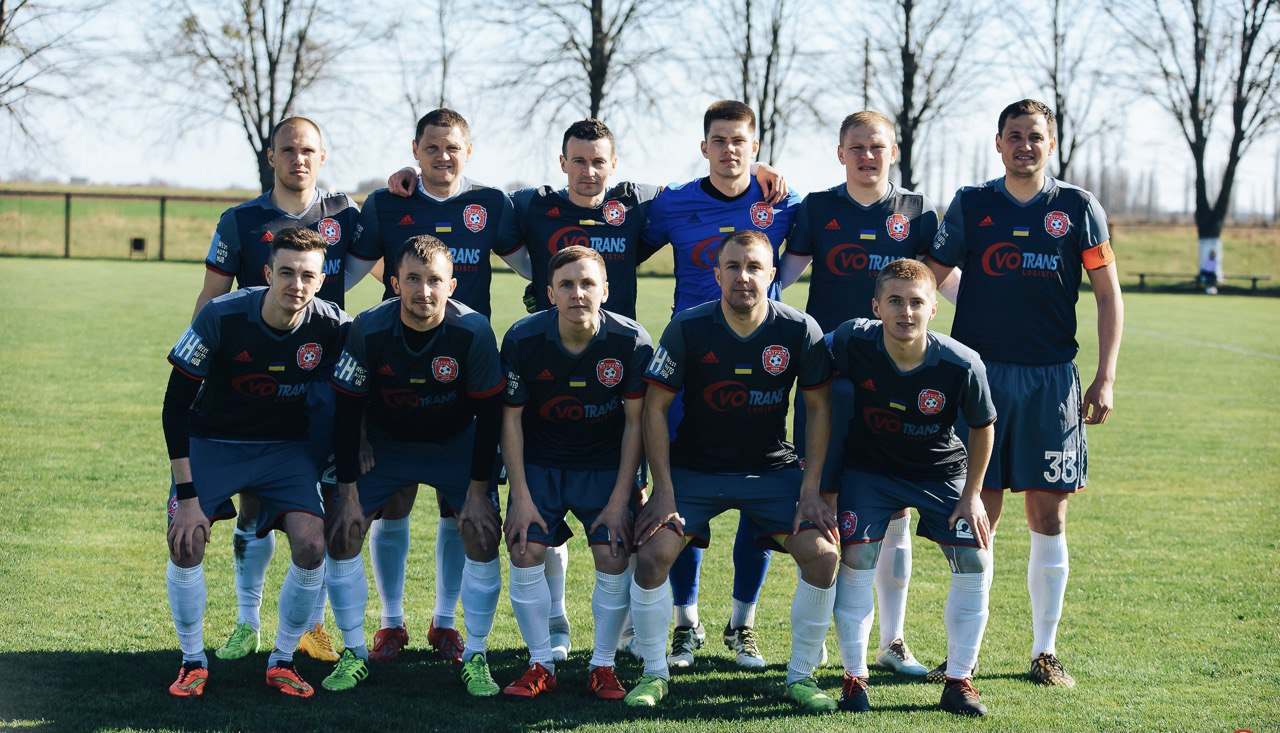
Командне фото 2021 року

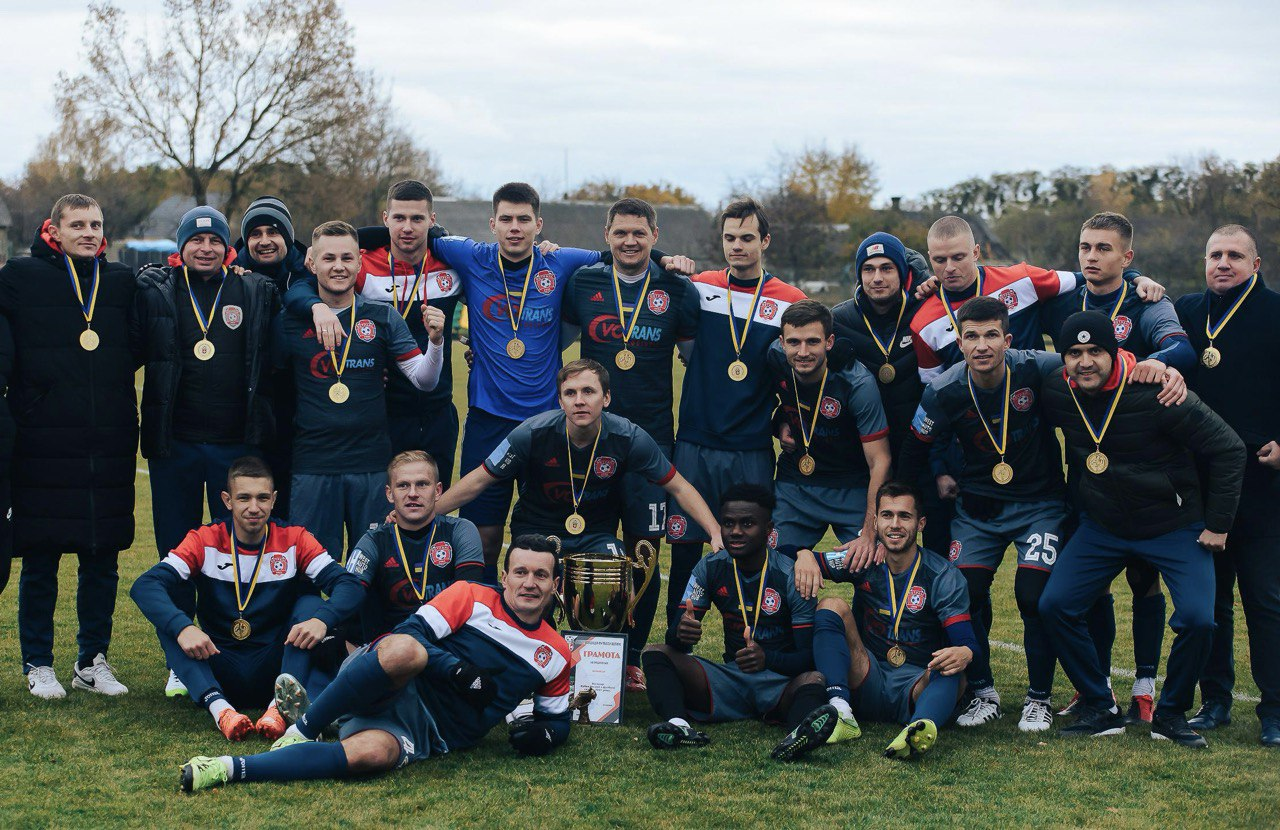
Вотранс володар Кубку Волині 2021 р.

- Чемпіонат Волинської області
  - Чемпіон: 2006, 2007, 2011, 2019
  - Срібний призер: 2009, 2010, 2021
  - Бронзовий призер: 2008, 2020

- Кубок Волинської області
  - Володар: 2007, 2009, 2020[1], 2021[2]
  - Фіналіст: 2006, 2010

- Суперкубок Волинської області
  - Володар: 2021 [3]
  - Фіналіст: 2010, 2019

## Відомі гравці
- Артем Федецький
- Тарас Михалик
- Олег Герасимюк